# Supercopa da França de 2010
A Supercopa da França de 2010 ou Trophée des Champions 2010 foi a 15ª edição do torneio, disputada em partida única entre o campeão da Ligue 1 de 2009–10 (Olympique de Marseille) e o campeão da Copa da França 2009–10 (Paris Saint-Germain). O jogo foi disputado no Estádio Olímpico em Radès.
O Olympique de Marseille foi o campeão, após um jogo sem gols e uma vitória por 5 a 4 na disputa de pênaltis. Foi a primeira edição a ter como decisão o clássico Le Classique.

## Participantes
| Equipe                 | Classificação                        |
| ---------------------- | ------------------------------------ |
| Olympique de Marseille | Campeão da Ligue 1 de 2009–10        |
| Paris Saint-Germain    | Campeão da Copa da França de 2009–10 |

## Partida
| 28 de julho de 2010 | Olympique de Marseille | 0 – 0     | Paris Saint-Germain | Olímpico de Radès, Radès                    |
| 20:45               |                        | Relatório |                     | Público: 56 237 Árbitro: TUN Aouaz Trabelsi |

|                                             |       | Penalidades                                 |  |
| Taiwo Ben Arfa Lucho Kaboré Gnabouyou Cissé | 5 – 4 | Luyindula Jallet Nenê Kežman Makélélé Giuly |  |

| Olymp. Marseille | PSG |

| OLYMPIQUE DE MARSEILLE: |    |                    |     |     |
|                         |    |                    |     |     |
| G                       | 30 | Steve Mandanda     |     |     |
| LD                      | 2  | César Azpilicueta  |     |     |
| Z                       | 5  | Vitorino Hilton    |     |     |
| Z                       | 21 | Souleymane Diawara |     | 44' |
| LE                      | 3  | Taye Taiwo         | 74' |     |
| V                       | 6  | Édouard Cissé      |     |     |
| V                       | 12 | Charles Kaboré     |     |     |
| M                       | 8  | Lucho González     |     |     |
| M                       | 20 | André Ayew         | 29' | 85' |
| M                       | 28 | Mathieu Valbuena   |     | 61' |
| A                       | 24 | Mamadou Samassa    |     |     |
| Substitutos:            |    |                    |     |     |
| G                       | 40 | Elinton Andrade    |     |     |
| Z                       | 14 | Leyti N'Diaye      |     | 44' |
| LE                      | 26 | Jean-Philippe Sabo |     |     |
| M                       | 7  | Benoît Cheyrou     |     |     |
| M                       | 10 | Hatem Ben Arfa     |     | 61' |
| M                       | 18 | Fabrice Abriel     |     |     |
| A                       | 29 | Guy Gnabouyou      |     | 85' |
| Treinadorr:             |    |                    |     |     |
| Didier Deschamps        |    |                    |     |     |

| PARIS SAINT-GERMAIN: |    |                    |     |     |
|                      |    |                    |     |     |
| G                    | 1  | Grégory Coupet     |     |     |
| LD                   | 26 | Christophe Jallet  | 5'  |     |
| Z                    | 3  | Mamadou Sakho      | 57' |     |
| Z                    | 6  | Zoumana Camara     |     |     |
| LE                   | 22 | Sylvain Armand     |     |     |
| V                    | 4  | Claude Makélélé    |     |     |
| V                    | 10 | Stéphane Sessègnon |     | 65' |
| V                    | 12 | Mathieu Bodmer     |     | 76' |
| M                    | 8  | Péguy Luyindula    |     |     |
| M                    | 19 | Nenê               |     |     |
| A                    | 11 | Mevlüt Erdinç      |     | 81' |
| Substitutos:         |    |                    |     |     |
| G                    | 30 | Apoula Edel        |     |     |
| LD                   | 2  | Ceará              |     |     |
| V                    | 20 | Clément Chantôme   |     |     |
| V                    | 23 | Jérémy Clément     |     | 76' |
| M                    | 7  | Ludovic Giuly      |     | 65' |
| A                    | 14 | Mateja Kežman      |     | 81' |
| A                    | 21 | Jean-Eudes Maurice |     |     |
| Treinador:           |    |                    |     |     |
| Antoine Kombouaré    |    |                    |     |     |

## Campeão
| Supercopa da França de 2010      |
| -------------------------------- |
| OLYMPIQUE DE MARSEILLE 2° titulo |